# Effektive Reichweite (Waffe)
Die effektive Reichweite oder effektive Schussweite definiert die Kampfreichweite von Schusswaffen. Sie ist die Entfernung, in der die Wirkung der Schusswaffe noch effektiv ist. Je höher die effektive Reichweite, desto größer ist auch der Kampfbereich der Waffe. 

## Ballistische und effektive Reichweite
Die ballistische Reichweite ist die reale Schussweite einer Waffe, wie sie sich aus zwei Faktoren (der Außenballistik) ergibt:
- die theoretische Reichweite der ballistischen Kurve (Flugbahn des Projektils) unter idealen Bedingungen (Bauart der Waffe, Geometrie der Schussverhältnisse sowie die Stabilität der Flugbahn des Projektils)
- Die Einsatzreichweite, die unter realen Bedingungen wie Wind- und Wetterverhältnissen vor Ort möglich ist.

Diese Reichweiten implizieren keine Aussage, welche Wirkung im Schussfeld erzielt wird. Voraussetzung ist überhaupt ein Treffer. Dabei gilt: 
Die Trefferwahrscheinlichkeit nimmt mit dem Quadrat der steigenden Distanz ab.
Die effektive Reichweite enthält daher im Allgemeinen auch eine Berücksichtigung der Trefferquote, also dem Verhältnis von erfolgreichen Treffern zu abgegebenen Schüssen. Bei zu niedriger Trefferquote ist ein Einsatz der Waffe bei dieser Entfernung zum Ziel nicht sinnvoll, das Ziel liegt „außerhalb der Reichweite“ und kann höchstens noch durch Zufallstreffer erreicht werden. Die effektive Reichweite wird also größtenteils durch die Präzision und theoretische Reichweite der Waffe bestimmt. Die effektive Reichweite ist ein Maximalwert. 
Gemeint ist mit effektiver Reichweite aber speziell die maximale Entfernung, innerhalb derer eine hohe Wahrscheinlichkeit die erwünschte Wirkung im Falle eines Treffers mit Waffenbeschuss besteht. Die Wirkung ist dabei im Allgemeinen die Neutralisierung des Ziels (Tötung eines Infanteriesoldaten, Durchdringen einer Panzerung, Wirksamkeit eines Gummigeschosses, Eindringtiefe des Pfeils beim Sportbogen etc.). Daher enthält die effektive Reichweite für eine ausreichende Penetration auch die Bedingung einer gewissen Mindestgeschwindigkeit im Ziel (Treffergeschwindigkeit). Beschrieben wird das Trefferverhalten in der Zielballistik.
Zur Reichweite von Raketenwaffen siehe Reichweite (Rakete).

## Bedeutung
Die effektive Reichweite ist in der militärischen und polizeilichen Schusswaffentechnik kein auf die Waffe bezogener Begriff, sondern auf den Kampfmitteleinsatz, und von den Gegenmaßnahmen im Ziel abhängig: Bessere Schutzmaßnahmen eines Gegners verringern die effektive Reichweite der eigenen Ausrüstung. Daher sind Angaben über die effektive Reichweite immer im Kontext der zeitgenössischen Kampfmitteltechnik zu sehen. Zum Beispiel beträgt die effektive Reichweite bei einer normalen Pistole etwa 80 Meter. Das heißt, dass Treffer ab 80 Meter mit dieser Waffe zum einen unwahrscheinlich sind und zum anderen das Ziel bei einem Treffer nicht mehr zuverlässig neutralisiert oder gar getötet wird, weil das Projektil zu wenig Durchschlagskraft hat. Dieser Wert bezieht sich aber nur auf eine ungeschützte Zielperson, wie das im zivilen Einsatz auftritt. Dieselbe Waffe gegen einen modern ausgerüsteten militärischen Gegner wäre nur als Nahkampfwaffe zu gebrauchen. Im Allgemeinen führt eine zu geringe Effektivreichweite zur Ausmusterung eines Waffensystems.